# Aleksandr Mozhaiski

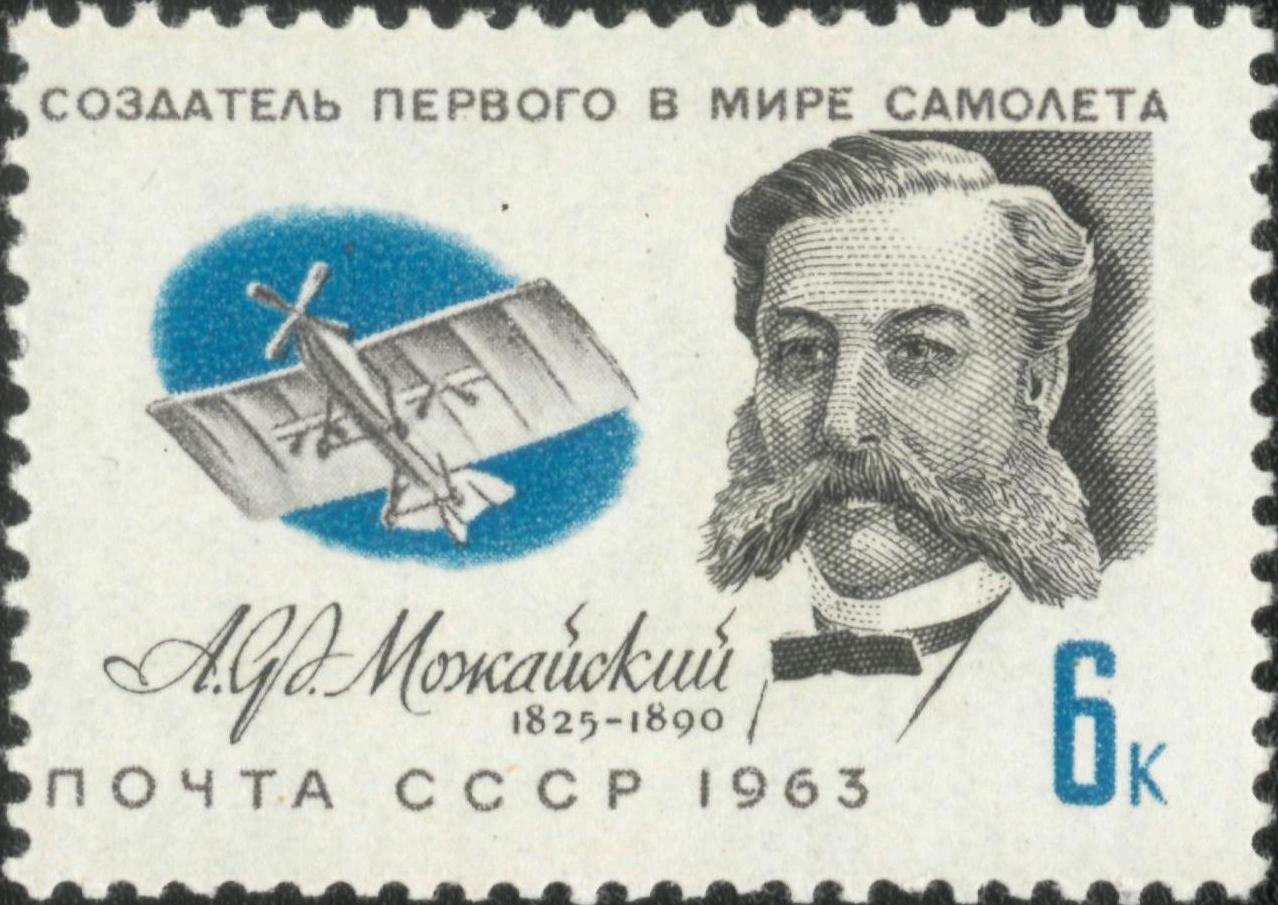
Sello soviético conmemotarivo de Aleksandr Mozhaiski.

Aleksandr Fiódorovich Mozhaiski (en ruso: Александр Фёдорович Можайский) nació el 21 de marzo (9 de marzo en el calendario juliano) de 1825 en Rochenslam, actualmente Kotka (Finlandia) y falleció en San Petersburgo el 1 de abril (20 de marzo en el calendario juliano) de 1890. Fue un oficial naval ruso que llegó a Contraalmirante, pionero de la aviación, e investigador y diseñador de aviones.

## Primeros años
Nació en una familia de marinos, hijo del Almirante de la flota rusa Fiódor Timoféievich Mozhaiski (Фёдор Тимофеевич Можайский). Ingresó en la academia militar, que finalizó el 19 de enero de 1841, entrando en servicio en diferentes barcos en el Mar Báltico y Mar Blanco, alcanzando el rango de teniente en 1849. Entre 1850 y 1852 navegó por el báltico, y participó con la fragata "Diana" en la travesía Kronstadt-Japón, entre 1853 y 1855. Posteriormente es destinado al "Antenor" en el Golfo de Finlandia.

## Expedición aJiva
Mozhaiski participó en 1858 en la expedición de Jiva, en el Asia central, organizando los movimiéntos fluviales, construyendo para ello barcos especialmente adaptados. Escribe la primera descripción náutica de las cuencas del Mar de Aral y del río Amu Daria. A la vuelta de la expedición, tomó el mando del barco de 84 cañones "Oriol".

## Vuelta al Mar Báltico
Es ascendido a Capitán-Teniente el 8 de septiembre de 1859, tomando el mando del Clíper "Vsádnik" («Всадник») ese mismo año, con base en el Mar Báltico, donde permanecerá hasta 1863, cuando es desmovilizado como consecuencia de la forzada reducción de la flota después de la Guerra de Crimea.
En 1879 es nuevamente llamado al servicio activo con el rango de Capitán de 1º Rango, y dirige la escuela militar naval.
En 1876 inicia los trabajos de su proyecto de volar un aparato más pesado que el aire. Durante su servicio en la marina, Mozhaiski consultó a los más importantes científicos de Rusia, y continuó mejorando su proyecto. En julio de 1882 el capitán de 1º Rango fue ascendido a Mayor-General, y relevado del servicio por "circunstancias internas". Posteriormente fue ascendido a contraalmirante.
En julio de 1882 hizo la primera prueba de vuelo del proyecto. 
Mozhaiski fallece el 21 de marzo de 1890, siendo enterrado en el cementerio Smolenski de San Petersburgo.

## Vuelo del aparato
Mozhaiski desarrolló el concepto de vuelo de aparato más pesado que el aire.  En 1884 Mozhaiski diseñó un monoplano que se considera que utilizó ayuda para despegar o "saltó" 20-30 metros cerca de Krásnoe Seló, cerca de San Petersburgo. Su hazaña se distingue de la llevada a cabo por los hermanos Wright debido a que el aparato voló por el uso de una rampa más que por la sustentación propocionada por las alas. Esta conclusión se apoya en el hecho que las alas de Mozhaiski no tenían curvatura para generar sustentación. 
Mozhaiski experimentó diversos ángulos de ataque de las alas, que ralentizaban el descenso del monoplano, sin poder tener movimiento de ascensión, excepto la variación del ángulo de ataque, debido a la falta de potencia de los motores disponibles por Mozhaiski.
La propaganda soviética sobredimensionó el papel de Mozhaiski en el desarrollo de la aviación, especialmente en lo referente a controles de vuelo y la propulsión, debido a los considerables límites que se daban en la tecnología disponible en ese momento.